# Giuseppe Rolli

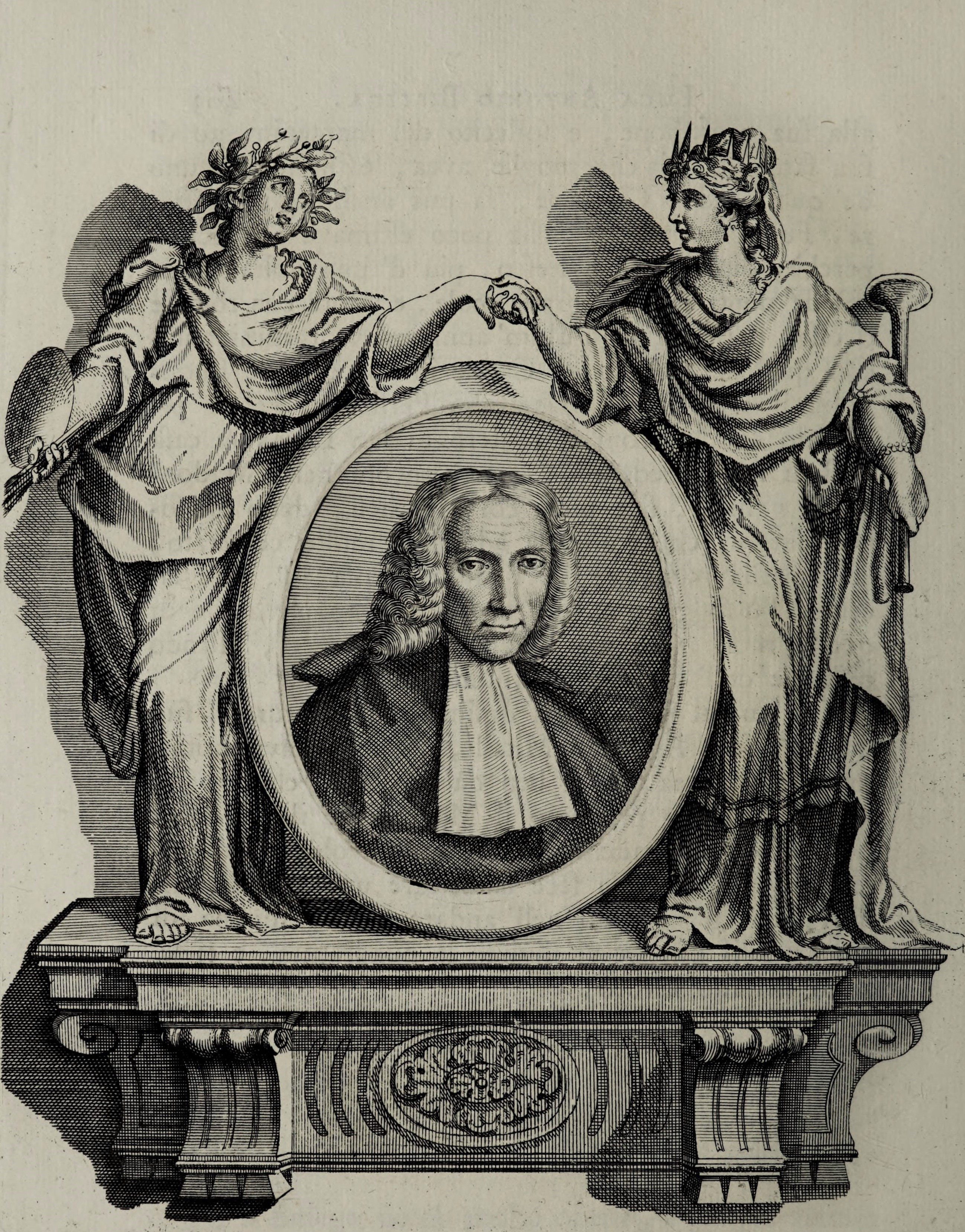
Giuseppe Maria Rolli (Bulino).

Giuseppe Maria Rolli (Bologna, 1645 – 17 novembre 1727) è stato un pittore e incisore italiano  attivo nel periodo barocco principalmente a Bologna.

## Biografia
Fu inviato dal padre a lavorare inizialmente presso Giuseppe Antonio Caccioli e successivamente sotto Domenico Maria Canuti. Affiancò anche il fratello Antonio, specializzato in quadratura.
Insieme i fratelli dipinsero per Casa Miti a Imola, Palazzo Ranuzzi, Palazzo Isolani, Palazzo Pepoli Campogrande, il santuario della Verna, la chiesa dei Santi Giuseppe e Teresa dei Carmelitani Scalzi, il refettorio dei Canonici Lateranensi e la cupoletta della chiesa di San Leonardo (oggi convertita a teatro) a Bologna.
Da solo invece dipinse il soffitto della chiesa dei Barnabiti, l'Oratorio di San Giovanni Battista dei Fiorentini (1699) e la cupola della basilica dei Santi Bartolomeo e Gaetano. Fu reclutato dal principe di Baden per dipingere affreschi raffiguranti temi mitologici. Ricevette una cospicua eredità e smise di dipingere, ma negli anni successivi perse la sua fortuna.